# Franz Xaver Gabelsberger
Franz Xaver Gabelsberger (Munique, 9 de fevereiro de 1789 – Munique, 4 de janeiro de 1849) foi um inventor alemão de um sistema de escrita taquigráfica denominado Taquigrafia de Gabelsberger em sua homenagem.
Sepultado no Alter Südfriedhof em Munique.